# バクザン (シンガーソングライター)
バクザン（本名：中島健、1982年12月31日 - ）は日本のシンガーソングライター。東京都大田区出身。

## 概要
Mr.Childrenに憧れ音楽を始める。高校時代にコピーバンドを結成。2002年にソロでの音楽活動を始める。
地元大田区にある温泉施設「蒲田温泉」の歌を作った人物。

## 番組
- JCN大田バクザン夫婦のうたとめし

## ディスコグラフィ
- 「楽音」 - 2004年10月11日
- 「Happy X'mas Day/YASS」 - 2005年12月23日 ※コーラスで参加
- 「うたとめし」 - 2006年6月25日
- 「音種/V.A.」 - 2007年5月1日(KJCS-4010)
- 「ゴミ箱」 - 2008年04月20日(TRBK-001)
- 「いつだって枝豆！/児島啓介(著)5曲入りCD付」 - 2008年6月20日※コーラスで参加
- 「蒲田温泉/シングル」 - 2008年9月28日
- 「蒲田温泉/アルバム」 - 2009年5月30日(TRBK-002)
- 「粟ソング/V.A.」 - 2009年8月13日(CINE-0001)
- 「おと姫の湯」 - 2011年5月1日(TRBK-003)
- 「OMS43/岡本主任」 - 2011年8月27日 ※バクザン夫婦プロデュース
- 「Paper Road」 - 2012年5月16日
- 「ゲロゲロレッツゴー!!」 - 2012年9月28日
- 「埼玉ポルノスター/井出まさかず、」 - 2013年 ※バクザンプロデュース
- 「森のクマの子/岡本主任」 - 2015年5月 ※バクザンプロデュース
- 「お月様/岡本主任」 - 2015年6月 ※バクザンプロデュース
- 「Live House Requiem/V.A.」 - 2015年8月 ※ZAN-BACK名義
- 「ボクはタイボー!!」 - 2015年11月21日 ※バクザンプロデュース
- 「メランコリー乙女/Li2MiHOLiC」 - 2015年12月21日 ※編曲担当

## 作ったテーマソング
- 新宿 もうやんカレー　「もうやんのうた」
- 蒲田 蒲田温泉　「NEW蒲田温泉」
- 新潟粟島　おと姫の湯　「おと姫の湯」
- 新潟粟島　粟島名物　わっぱ煮　「オーガニックわっぱ煮」
- ナガエ薬局オリジナル製品　「高麗人参紅参丹」
- 週刊ヤングジャンプ　カジテツ王子　「ニートの唄」
  - MySpace週刊ヤングジャンプ創刊30周年イメージソングコンテスト特別賞受賞作品
- 長野県辰野町消防団防災体操　「キッズファイアヒーロー」
- 久光製薬サロンパス製品　「貼之介」
- 大田区「観音通り共栄会ゆるキャラ カノンちゃん」
- インスタントジョンソン「アルコール天国」作詞／作曲じゃい　編曲バクザン
- 優しいお葬式　テーマソング　グランプリ大賞受賞
- 長野県辰野町消防団「消防戦隊ダンインジャー」テーマソングコンテスト準グランプリ
- みんなでつくるガールズユニットプロジェクト　Girls Beat!!　ライブでシャウト！ロック曲部門「まだ、やれる」「届け！届け！」同率一位
- 山梨県富士吉田「うどんぶりちゃん」
- 越後の里親鸞聖人総合会館西方の湯
- 新潟粟島　ゆるキャラタイボーくん「ボクはタイボー!!」
- インスタントジョンソン「靖国通りの向こう側」作詞／作曲じゃい　編曲バクザン
- Li2MiHOLiC「メランコリー乙女」作詞／作曲黒澤まどか　編曲バクザン　ラップ詞マチーデフ